# Handley Page Halifax
L'Handley Page Halifax fu uno dei principali bombardieri pesanti quadrimotori britannici durante la seconda guerra mondiale. 
Contemporaneo del più famoso Avro Lancaster, rimase in servizio fino alla fine del conflitto, con numerosi compiti oltre al bombardamento.

## Lo sviluppo

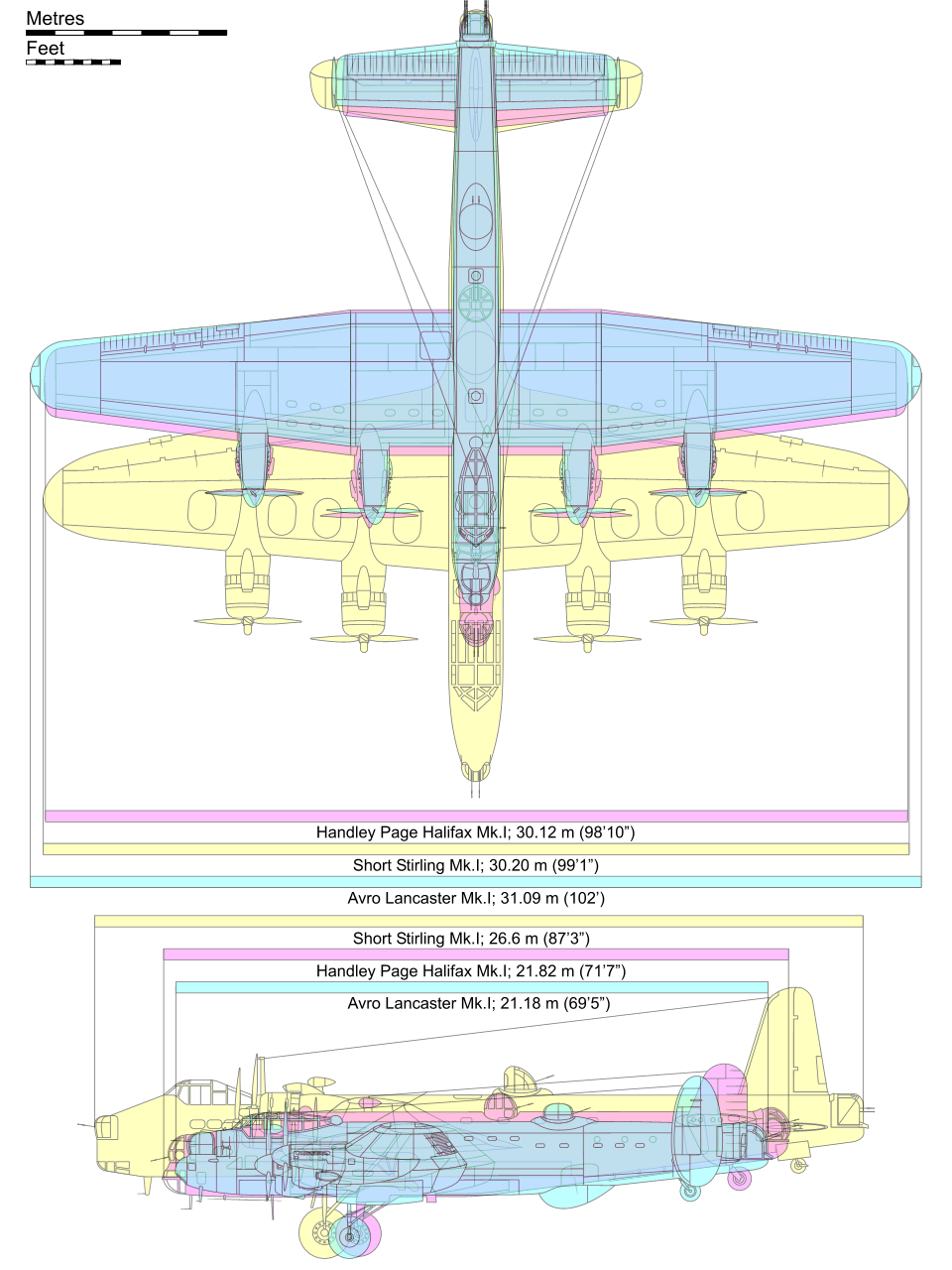
Schema comparativo dell'halifax e dei suoi contemporanei Short Stirling e Avro Lancaster.

L'8 maggio 1935, l'Air Ministry emise la specifica B.1/35 per un bombardiere pesante notturno, bimotore, che avrebbe dovuto affiancare e in seguito sostituire gli allora nuovissimi Armstrong-Witworth AW.38 Whitley e Vickers Wellington. Il nuovo bombardiere avrebbe dovuto avere carico bellico di 1 800 kg, velocità di crociera di 314 km/h a 4 575 m e autonomia di 3 220 km con 900 kg di bombe; inoltre la Royal Air Force imponeva alcune limitazioni pratiche: per poter rientrare negli hangar disponibili ed essere manovrato con i mezzi in servizio, il nuovo bombardiere avrebbe dovuto avere un'apertura alare massima di 30,50 m; inoltre, la sezione centrale di fusoliera non sarebbe dovuta essere più lunga di 10,70 m e più larga di 2,44 m, mentre la corda alare massima non avrebbe potuto superare i 6,70m.
Un progetto Airspeed fu subito scartato, mentre fu portato avanti lo sviluppo dell'Armstrong-Witworth AW.39, dell'Handley-Page HP.55 e del Vickers Type 284 Warwick che, pur risultato vincitore, incorse in una serie di problemi e non riuscì nel suo scopo. Il progetto HP.55 ottenne dall'Air Ministry il contratto per un prototipo che, tuttavia, non fu realizzato.
Nella metà degli anni '30 il progresso nelle costruzioni aeronautiche fu travolgente e l'Air Ministry rivide tutti i suoi requisiti nel campo dei bombardieri: nel luglio 1936 ai principali costruttori di cellule furono inviate le bozze di due ulteriori specifiche, la B.12/36 per un bombardiere pesante quadrimotore e la P.13/36 per un bombardiere medio bimotore; alla prima la Handley-Page non rispose e il relativo concorso fu vinto dalla Short con il suo S.29 Stirling. Il costruttore ritenne invece di poter presentare un progetto-base in grado di soddisfare tanto la B.1/35 che la P.13/36; la seconda prevedeva due motori Rolls-Royce Vulture, le stesse limitazioni dimensionali, un carico bellico di 2.045kg e la possibilità di trasportare due siluri da 457mm. Le risposte alla P.13/36 furono il Type 679 della Avro, lo Handley-Page HP.56 e un "outsider" della de Havilland, in pratica un DH.91 Albatross rimotorizzato con due Rolls-Royce PV.12 Merlin; quest'ultimo non fu realizzato, ma il suo studio continuò e fu alla base del DH.98 Mosquito.
La RAF e le case costruttrici non tardarono molto a rendersi conto che il motore Vulture si sarebbe rivelato un vicolo cieco e, nel luglio 1937, fu deciso di ricorrere ad un impianto propulsivo più frazionato, con quattro Bristol Pegasus o Taurus, Napier Dagger, Wright G-200 Cyclone o Pratt & Whitney Twin Wasp. In agosto si optò definitivamente per quattro Merlin X, dando vita all'HP.57 che fu ordinato sotto forma di due prototipi il 3 settembre 1937, con un emendamento al contratto del 30 aprile 1937 relativo allHP.56 e il nuovo capitolato Specification 32/37.Ne fu prevista fin dall'inizio la produzione in serie di 250 esemplari, con il nome di Halifax.
Il primo prototipo fu costruito a Cricklewood e uscì di fabbrica nell'agosto 1939; dato che il vicino aeroporto di Radlett fu giudicato troppo piccolo, l'Halifax fu trasferito mediante autocarri sulla pista di Bicester, dove volò il 25 ottobre 1939. Il primo Halifax Mk.I Series I, sostanzialmente simile ai prototipi con i quattro Merlin X, dopo che era stata scartata la possibilità di ricorrere ai Napier Sabre o ai Rolls-Royce Griffon, con torrette Boulton Paul e ruotino fisso, volò l'11 ottobre 1940. La guerra era in corso da più di un anno e la produzione andò avanti con il massimo sforzo e, già il 13 novembre, ci fu la consegna del primo esemplare operativo, assegnato al 35° Squadron del 4° Group di Leeming.

## Le versioni

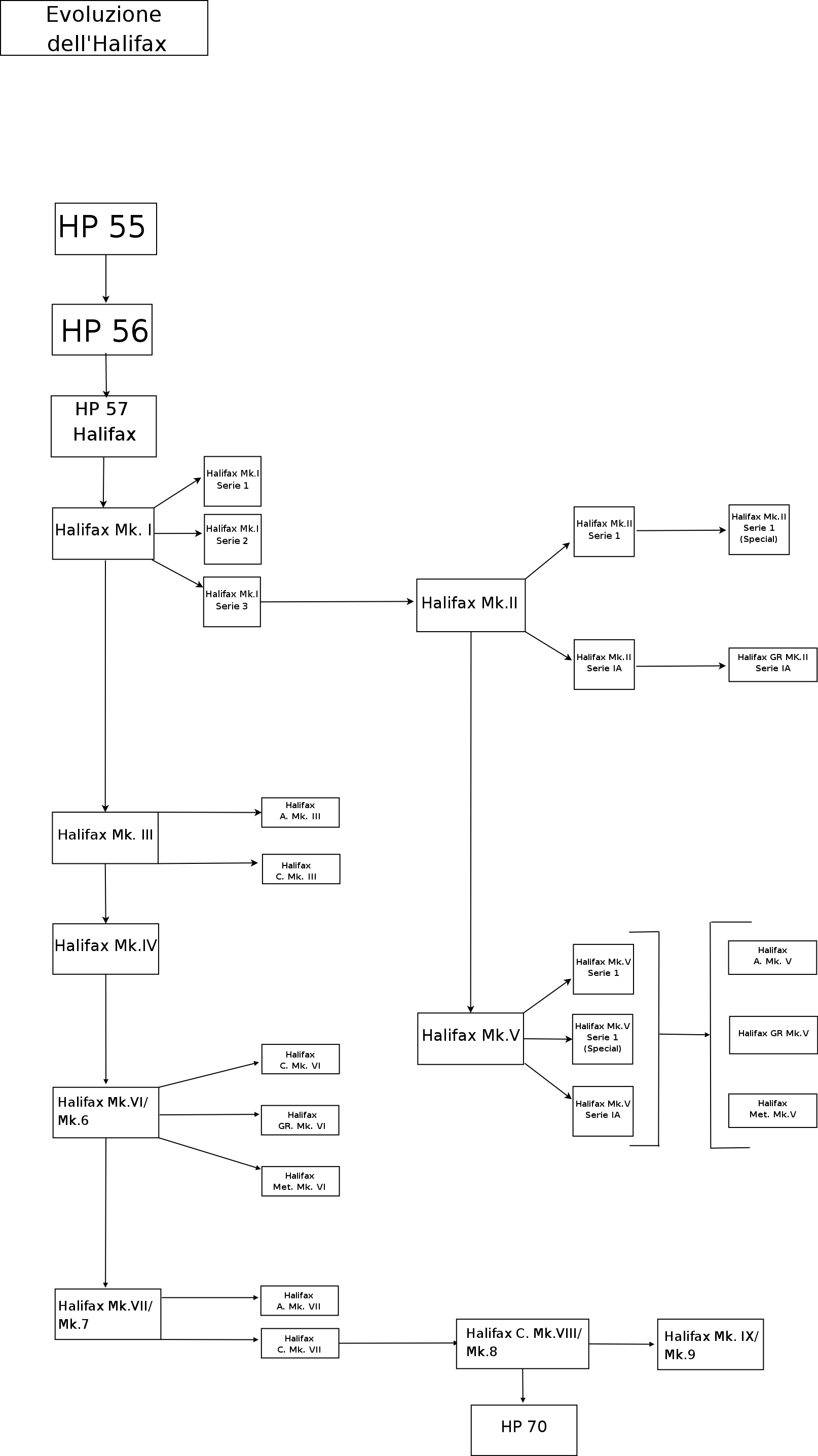
Le versioni dell'Halifax

- HP.55: progetto iniziale in risposta alla specifica B.1/35, con due motori Bristol Hercules He.1SM; un prototipo ordinato ma non costruito.
- HP.56: progetto modificato per rispondere alla specifica B.1/35 e alla P.13/36. Due prototipi ordinati ma costruiti come HP.57.
- HP.57 Halifax: due prototipi con motori Rolls-Royce Merlin X da 1.145HP, il primo disarmato e il secondo con armamento. Primo volo il 25 ottobre 1939.
- B Mk.I Series I: prima sottoversione di serie ordinata il 7 gennaio 1938 con motori Merlin X da 1.280HP, torretta anteriore Boulton-Paul C Mk.II con due armi e posteriore Boulton-Paul E Mk.I con quattro armi. Nella Series II il peso massimo al decollo passava da 24.950 a 27.200kg. Nella Series III la capacità di combustibile standard aumentava da 6.328 a 7.437 litri; nel corso della produzione della serie finale i motori Merlin X furono sostituiti dai XX da 1.480HP a 2.075m. In tutto furono prodotti 84 esemplari.
- HP.58 Halifax II: costruito soltanto sotto forma di simulacro, prevedeva delle torrette Boulton-Paul O e H con quattro cannoni da 20mm, con abolizione della postazione poppiera. Fu ordinata la trasformazione del primo prototipo, ma poi il programma fu abbandonato. La stessa designazione fu usata per altri progetti con differenti soluzioni d'armamento o motorizzazioni, tutti soltanto abbozzati.
- B Mk.II: seconda versione di serie con motori Merlin XX e torretta dorsale Boulton-Paul C Mk.II con due armi da 7,7mm, indicata come Series I. Nella Series IA aveva muso ridisegnato con migliore aerodinamica, motori Merlin XX o 65 con eliche quadripala ed erano possibili diverse variazioni dell'armamento; le derive avevano bordo d'entrata dritto e non più a freccia. I Series I Special erano privi della torretta dorsale e avevano modifiche minori, come il muso Tempsford senza armamento e con trasparenti ridotti. Sulla base dell'HP.59 Halifax B Mk.II fu realizzato anche un unico Series II con motori Merlin 22, radiatori Morris ed eliche Rotol XHF53W derivate da quelle del Beaufighter. Inoltre, alcuni esemplari di B Mk.II Series I Special furono convertiti in B Mk.II Series I Freighter da carico.
- B Mk.III: cronologicamente successivo al B Mk.V, era, in pratica, un Mk.II con motori Bristol Hercules VI o XVI da 1.615HP con eliche metalliche. Il peso aumentava a 29.485 kg e la capacità di carburante massima a 12.220 litri. Nel corso della produzione l'apertura alare passò da 30,22m a 31,75m, per migliorare le prestazioni ad alta quota. Almeno 7 B Mk.III furono convertiti in ricognitori meteorologici Met Mk.III, sia con apertura alare normale sia con quella per alta quota. La B Mk.III fu la più numerosa di tutte le versioni, con 2.091 esemplari costruiti.
- B Mk.IV: versione rimasta allo stadio di progetto, in risposta alla specifica B.1/39; prevedeva motori Hercules o Griffon.
- B Mk.V: denominazione degli Halifax B Mk.II Series I Special e IA con carrello Dowty al posto del British Messier, un diverso impianto idraulico e, in qualche caso, eliche Rotol quadripala. Nel corso dell'impiego il peso massimo all'atterraggio fu limitato a 18.150kg. Almeno 51 esemplari furono modificati come B Mk.V Series I (Special) o B Mk.V (Special Duties) per missioni notturne di rifornimento ai movimenti di resistenza. Praticamente uguali ai Mk.II Series IA ma con carrello Dowty furono costruiti i B Mk.V Series IA. Almeno 36 B Mk.V furono modificati in Met Mk.V da ricognizione meteorologica.
- B Mk.VI: versione tropicalizzata del Mk.III, con peso massimo aumentato a 30.845kg e motori Hercules 100 da 1.675HP con filtri antisabbia. L'esemplare NP715 fu soprannominato Supersonic Halifax in quanto fu modificato con alettoni ridotti, alette di correzione ridisegnate, ipersostentatori supplementari e diruttori per un programma di sperimentazione delle superfici mobili destinate ai futuri aerei veloci; la macchina tuttavia, restò praticamente inutilizzata per il suo comportamento in volo pericoloso.
- B Mk.VII: data l'insufficiente produzione degli Hercules 100, 161 cellule di B Mk.VI furono completate con gli Hercules XVI.
- HP.64: progetto, poi abbandonato, di una versione da trasporto truppe e di un aereo di linea.
- HP.70 Halton: sulla base di una versione da trasporto C Mk.VIII, la BOAC richiese un allestimento specifico di 12 C Mk.VIII ex-RAF, modificati dalla Short per trasportare 10 passeggeri, da impiegare nei collegamenti con l'Africa Occidentale.

## Versioni per altri impieghi
Tra le altre versioni dell'Halifax ci furono quelle antisommergibili ed antinave per il Royal Air Force Coastal Command e quelle per il traino alianti; tra queste ci fu un A Mk.IX, derivato dal Mk.VII, e un A Mk.X con motori Hercules 100, che però fu abbandonato.Vi fu anche una serie di Halifax da trasporto, i C Mk.III, Mk.VI, Mk.VII e Mk.VIII e diverse conversioni per guerra elettronica, i B Mk.III(BS), B Mk.III(BS) Mandrel e B MK.III(BS) Airborne Cigar.

## Impiego operativo
La carriera dell'Halifax cominciò nel novembre 1940 e proseguì fino alla fine della guerra. Questi quadrimotori, comunque, continuarono a operare, sia pure in ruoli secondari, fino al 1954-56. Nella pratica, però, il Lancaster dimostrò migliori prestazioni e non appena fu disponibile in numero sufficiente, rimpiazzò gli Halifax. Essi furono destinati ad altre missioni, in particolare la guerra elettronica, il traino alianti e le "special missions" con lancio di agenti dei servizi segreti e di rifornimenti per i movimenti di guerriglia. La prima missione degli Halifax fu il bombardamento su Le Havre nella notte tra il 10 e l'11 marzo 1941 e il primo attacco di Amburgo due giorni dopo. Missioni importanti furono compiute dai B Mk.I contro Kiel, Brest e La Pallice, contro Berlino e Torino e contro l'incrociatore da battaglia Scharnhorst. Questi bombardieri presero parte anche a diverse operazioni con aviotruppe, come lo sbarco in Sicilia, quello in Normandia, il colpo di mano contro gli stabilimenti per la produzione di acqua pesante nel Telemark, le operazioni di Arnhem e il passaggio del Reno per l'invasione della Germania. Oltre che nei reparti stranieri che militavano nella RAF durante la Seconda guerra mondiale, l'Armée de l'Air francese nel dopoguerra ebbe alcuni Mk.VI e Mk.VII; la Royal Egyptian Air Force ottenne 9 A Mk.IX, mentre 6 B Mk.VI andarono alla neo-costituita Pakistani Fida'iyye, l'aeronautica militare del Pakistan.

## Utilizzatori

### Militari
Australia
- Royal Australian Air Force

 Canada
- Royal Canadian Air Force

 Egitto
- Royal Egyptian Air Force

 Francia
- Armée de l'air

 Nuova Zelanda
- Royal New Zealand Air Force

 Pakistan
- Pakistani Fida'iyye

 Polonia
- Polish Air Forces on exile in Great Britain

 Regno Unito
- Royal Air Force

### Civili
Australia
- Aircarrier (In precedenza Wikner aircraft)
- Geoffrey Wikner (B Mk.II convertiti in aerei di linea per 15 passeggeri)

 Francia
- Aero Cargo
- CTAI
- Société Auxiliaire de Navigation Aérienne (SANA)

 Norvegia
- Peteair
- Vingtor Airways

 Pakistan
- Pakistan Airways

 Sudafrica
- Alpha Airways
- LAMS (South Africa)

 Svizzera
- Air Globe

 Regno Unito
- Air Freight
- Airtech
- Bond Air Services
- British American Air Services
- British Overseas Airways Corporation
- Chartair
- C.L. Air Surveys
- Eagle Aviation
- Lancashire Aircraft Corporation
- London Aero and Motor Services (LAMS)
- Payloads
- Skyflight
- Union Air Services
- World Air Freight

### Operatori della versione Halton
India Britannica
- Maharajah Gaekwar of Baroda

 Francia
- Louis Breguet

 Sudafrica
- Alpha Airways

 Regno Unito
- Bond Air Services
- British American Air Services
- British Overseas Airways Corporation
- Westminster Airways
- Worldair Carrier

### In italiano
- Batchelor,J. e Lowe, M.V. "Enciclopedia del volo dal 1939 al 1945". Vercelli: White Star, 2007. ISBN 88-540-0692-0
- Niccoli, R. "Aerei". Novara: De Agistini, 2005. ISBN 88-418-2359-3

### In inglese
- Barnes, C.H. Handley Page Aircraft since 1907. London: Putnam, 1987. ISBN 0-85177-803-8.
- Bingham, Victor F. Halifax, Second to None: The Handley Page Halifax. Shrewsbury, UK: Airlife, 1986. ISBN 0-906393-66-3.
- Clarke, R.M., ed. Handley Page Halifax Portfolio. Cobham, Surrey, UK: Brooklands Books, No year cited. ISBN 0-948207-89-2.
- Clayton, Donald C. Handley Page: An Aircraft Album. Shepperton, Surrey, UK: Ian Allan Ltd., 1970. ISBN 0-7110-0094-8.
- Jones, Geoffrey Patrick. Night Flight : Halifax squadrons at War. London: William Kimber, 1981. ISBN 0-71830-338-5.
- Lake, Jon. Halifax Squadrons of World War 2. Botley, Oxford, UK: Osprey Publishing, 1999. ISBN 1-85532-892-5.
- ________. Halifax Variants. "Wings of Fame, vol. 8". London: Aerospace Publishing, 1997. ISBN 1-86184-009-8.
- (EN) Francis K. Mason, Handley Page H.P.56/71 Halifax, in The British Bomber since 1914, London, Putnam Aeronautical Books, 1994, ISBN 0-85177-861-5.
- Merrick, Keith A. Halifax, an Illustrated History of a Classic World War II Bomber. Shepperton, Surrey, UK: Ian Allan Ltd., 1980. ISBN 0-7110-0767-5.
- ____________. The Handley Page Halifax. Bourne Ends, Buckinhamshire, UK: Aston Publications Ltd., 1990. ISBN 0-946627-60-6.
- Moyes, Philip J.R. Handley Page Halifax: Merlin-Engined Variants (Aerodata International No 7). Kidlington. Oxford, UK: Vintage Aviation Publications Ltd., 1979.

ISBN 0-905469-50-X.
- _____________. The Handley Page Halifax B.III, VI, VII. Leatherhead, Surrey, UK: Profile Publications Ltd., 1966.
- Rapier, Brian J. Halifax at War. Shepperton, Surrey, UK: Ian Allan Ltd., 1987. ISBN 0-7110-1554-6
- Roberts, R.N. The Halifax File. Tonbridge, UK: Air Britain (Historians) Ltd., 1982. ISBN 0-85130-098-7.
- Robertson, Bruce. Halifax Special. Shepperton, Surrey, UK: Ian Allan Ltd., 1990. ISBN 0-7110-1920-7.
- Scutts, Jerry. Halifax in Action (Aircraft in Action series, No. 66. Carrollton, TX: Squadron/Signal Publications, Inc., 1984. ISBN 0-89747-158-X.
- Stachiw, Anthony L. and Andrew Tattersall. Handley Page Halifax: In Canadian Service St. Catharine's, Ontario, Canada: Vanwell Publishing Limited, 2005. ISBN 1-55125-085-3.